# أوك غروف (كاليفورنيا)
أوك غروف تجمع سكاني تقع إدارياً ضمن مقاطعة بوت (كاليفورنيا) في الولايات المتحدة.